# Coppa KOVO 2016 (maschile)
La Coppa KOVO 2016, 11ª edizione della coppa di lega sudcoreana di pallavolo maschile, si è svolta dal 22 settembre al 3 ottobre 2016: al torneo hanno partecipato 8 squadre di club sudcoreane e la vittoria finale è andata per la prima volta ai KEPCO Vixtorm.

## Regolamento

### Formula
La competizione prevede due fasi, quella preliminare e quella finale:
- Nella fase preliminare le sette squadre provenienti dalla V-League e la formazione dell'esercito, il Sangmu, vengono divise in due gironi da quattro squadre, al termine dei quali le prime due classificate di ciascun girone si qualificano alla fase finale;
- Nella fase finale le formazioni qualificate si sfidano in incontri di semifinale e finale in gara unica, con gli accoppiamenti basati sul posizionamento nella fase preliminare.

### Criteri di classifica
L'ordine del posizionamento in classifica è stato definito in base a:
- Numero di partite vinte;
- Ratio dei punti realizzati/subiti;
- Ratio dei set vinti/persi.

## Squadre partecipanti
| Girone A          | Girone B           |
| ----------------- | ------------------ |
| Korean Air Jumbos | Hyundai Skywalkers |
| Samsung Bluefangs | KB Stars           |
| Sangmu            | KEPCO Vixtorm      |
| Woori Card Wibee  | OK Rush & Cash     |

## Torneo

### Fase a gironi

#### Gruppo A

##### Risultati
| 22 settembre 2016 Cheongju Gymnasium, Cheongju Durata: 1h:12 - Spettatori: 544   | Samsung Bluefangs | 3 - 0 | Sangmu            | 25-21, 25-12, 25-17               |
| 24 settembre 2016 Cheongju Gymnasium, Cheongju Durata: 2h:33 - Spettatori: 2 058 | Woori Card Wibee  | 3 - 2 | Samsung Bluefangs | 22-25, 28-26, 24-26, 25-22, 18-16 |
| 25 settembre 2016 Cheongju Gymnasium, Cheongju Durata: 1h:32 - Spettatori: 4 452 | Korean Air Jumbos | 3 - 0 | Sangmu            | 25-23, 32-30, 25-12               |
| 27 settembre 2016 Cheongju Gymnasium, Cheongju Durata: 1h:15 - Spettatori: 989   | Sangmu            | 0 - 3 | Woori Card Wibee  | 15-25, 16-25, 22-25               |
| 28 settembre 2016 Cheongju Gymnasium, Cheongju Durata: 1h:53 - Spettatori: 1 228 | Samsung Bluefangs | 1 - 3 | Korean Air Jumbos | 25-22, 23-25, 16-25, 19-25        |
| 30 settembre 2016 Cheongju Gymnasium, Cheongju Durata: 1h:26 - Spettatori: 1 688 | Woori Card Wibee  | 3 - 0 | Korean Air Jumbos | 25-23, 25-20, 25-20               |

##### Classifica
| Pos. | Squadra           | G | V | P | SV | SP | Ratio | PF  | PS  | Ratio |
| ---- | ----------------- | - | - | - | -- | -- | ----- | --- | --- | ----- |
| 1    | Woori Card Wibee  | 3 | 3 | 0 | 9  | 2  | 4,500 | 267 | 231 | 1,156 |
| 2    | Korean Air Jumbos | 3 | 2 | 1 | 6  | 4  | 1,500 | 242 | 223 | 1,085 |
| 3    | Samsung Bluefangs | 3 | 1 | 2 | 6  | 6  | 1,000 | 273 | 234 | 1,034 |
| 4    | Sangmu            | 3 | 0 | 3 | 0  | 9  | 0,000 | 168 | 232 | 0,724 |

      Qualificata in semifinale.

#### Gruppo B

##### Risultati
| 22 settembre 2016 Cheongju Gymnasium, Cheongju Durata: 1h:23 - Spettatori: 1 226 | OK Rush & Cash     | 0 - 3 | KB Stars           | 17-25, 19-25, 22-25               |
| 23 settembre 2016 Cheongju Gymnasium, Cheongju Durata: 1h:57 - Spettatori: 1 941 | Hyundai Skywalkers | 1 - 3 | KEPCO Vixtorm      | 28-30, 25-20, 14-25, 18-25        |
| 25 settembre 2016 Cheongju Gymnasium, Cheongju Durata: 1h:31 - Spettatori: 4 002 | OK Rush & Cash     | 0 - 3 | Hyundai Skywalkers | 22-25, 21-25, 24-26               |
| 26 settembre 2016 Cheongju Gymnasium, Cheongju Durata: 1h:24 - Spettatori: 1 750 | KB Stars           | 0 - 3 | KEPCO Vixtorm      | 21-25, 18-25, 18-25               |
| 28 settembre 2016 Cheongju Gymnasium, Cheongju Durata: 1h:29 - Spettatori: 2 184 | KEPCO Vixtorm      | 3 - 0 | OK Rush & Cash     | 25-18, 25-21, 27-25               |
| 29 settembre 2016 Cheongju Gymnasium, Cheongju Durata: 1h:59 - Spettatori: 1 989 | KB Stars           | 3 - 2 | Hyundai Skywalkers | 25-21, 17-25, 25-22, 17-25, 15-10 |

##### Classifica
| Pos. | Squadra            | G | V | P | SV | SP | Ratio | PF  | PS  | Ratio |
| ---- | ------------------ | - | - | - | -- | -- | ----- | --- | --- | ----- |
| 1    | KEPCO Vixtorm      | 3 | 3 | 0 | 9  | 1  | 9,000 | 252 | 206 | 1,223 |
| 2    | KB Stars           | 3 | 2 | 1 | 6  | 5  | 1,200 | 231 | 236 | 0,979 |
| 3    | Hyundai Skywalkers | 3 | 1 | 2 | 6  | 6  | 1,000 | 264 | 266 | 0,992 |
| 4    | OK Rush & Cash     | 3 | 0 | 3 | 0  | 9  | 0,000 | 189 | 228 | 0,829 |

      Qualificata in semifinale.

### Fase finale
|  | Semifinali        | Semifinali |               |          | Finale | Finale |  |
|  |                   |            |               |          |        |        |  |
|  | Woori Card Wibee  | 1          |               |          |        |        |  |
|  | Woori Card Wibee  | 1          |               |          |        |        |  |
|  | KB Stars          | 3          |               |          |        |        |  |
|  | KB Stars          | 3          |               | KB Stars | 1      |        |  |
|  |                   |            |               | KB Stars | 1      |        |  |
|  |                   |            | KEPCO Vixtorm | 3        |        |        |  |
|  | KEPCO Vixtorm     | 3          | KEPCO Vixtorm | 3        |        |        |  |
|  | KEPCO Vixtorm     | 3          |               |          |        |        |  |
|  | Korean Air Jumbos | 0          |               |          |        |        |  |

#### Semifinali
| 1º ottobre 2016 Cheongju Gymnasium, Cheongju Durata: 1h:55 - Spettatori: 1 613 | Woori Card Wibee | 1 - 3 | KB Stars          | 21-25, 26-24, 21-25, 20-25 |
| 2 ottobre 2016 Cheongju Gymnasium, Cheongju Durata: 1h:27 - Spettatori: 3 517  | KEPCO Vixtorm    | 3 - 0 | Korean Air Jumbos | 25-23, 25-21, 25-17        |

#### Finale
| 3 ottobre 2016 Cheongju Gymnasium, Cheongju Durata: 1h:58 - Spettatori: 5 574 | KB Stars | 1 - 3 | KEPCO Vixtorm | 20-25, 25-18, 19-25, 21-25 |

## Premi individuali
| Premio                 | Giocatore     | Squadra       |
| ---------------------- | ------------- | ------------- |
| MVP                    | Jeon Kwang-in | KEPCO Vixtorm |
| Most Impressive Player | Artur Udrys   | KB Stars      |